# Giuseppe Colla
Giuseppe Colla (4. srpna 1731 Parma – 16. března 1806 tamtéž) byl italský hudební skladatel.

## Život
Pocházel z rodiny hudebníků. Jeho bratr Francesco byl houslista a byl roce 1752 pasován na rytíře. Bratr Giacomo byl kontrabasista. Giuseppe pokračoval ve studiu v Bologni u Giovanni Battisty Martiniho, zvaného Padre Martini, patrně nejvýznamnějšího hudebního teoretika té doby. V roce 1758 byl přijat prestižní Filharmonické akademie (Accademia Filarmonica di Bologna).
Jako operní skladatel je znám od roku 1760, kdy připsal několik árií do opery Niccolò Jommelliho Cajo Fabrizio pro její provedení v Mannheimu. Po svém návratu do Itálie dostal objednávku od Teatro Regio Ducale v Miláně na operu Adriano in Siria na libreto Pietra Metastasia. V následujících letech se vrátil do rodného města a působil na dvoře parmského vévody nejprve jako hudebník (maestro di musica di Sua Altezza Reale) a později i jako učitel korunního prince.
Velký podíl na Collových úspěších měla slavná zpěvačka Lucrezia Agujari (zvaná kvůli svému nemanželskému původu Bastardella). Nejenže uváděla jeho hudbu v mnoha evropských divadlech, ale zřejmě se podílela i na kompozici. Z jejich vztahu se narodili dva synové, Francesco (1768) a Angelo (1779), ale teprve v roce 1780 se vzali. V roce 1782 Lucrezia onemocněla a o rok později zemřela, zřejmě na tuberkulózu. Colla zůstal ve službách parmského dvora, ale nekomponoval již opery a věnoval se pouze instrumentální a chrámové hudbě.

## Opery
- Cajo Fabrizio (libreto Mattia Verazj, árie do opery Niccolò Jommelliho Mannheim, Teatro di Corte, 1760)
- Adriano in Siria (libreto Pietro Metastasio, Milán, Teatro Regio Ducale, 1763)
- Tigrane (libreto Francesco Silvani Parma, Teatro Ducale, 1767)
- Enea in Cartagine (libreto Giuseppe Maria Orengo, Teatro Regio di Turín)
- Licida e Mopso (Colorno, Teatro Reale, 1769)
- Vologeso (libreto Apostolo Zeno, Benátky, Teatro San Benedetto)
- L'eroe cinese (libreto Metastasio, Janov, Teatro di S. Agostino, 1771)
- Andromeda (libreto Vittorio Amedeo Cigna-Santi, Turín, Teatro Regio, 1771)
- Didone abbandonata, (libreto P. Metastasio, Turín, Teatro Regio)
- Uranio ed Erasitea (libreto Jacopo Sanvitale, Parma, Teatro Ducale, 1773)
- Il Tolomeo, (libreto Luigi Salvoni, Milán, Teatro Regio Ducale, 1774)
- Sicotencal, (libreto [Cesare Olivieri, Pavia, Teatro Nuovo, 1776)
- "Prologo con recitativo obbligato ed aria" della tragedia Carone tebano